# Tyszowce
Tyszowceⓘ é um município no leste da Polônia. Pertence à voivodia de Lublin, no condado de Tomaszów. É a sede da comuna urbano-rural de Tyszowce, situada às margens do rio Huczwa.
É um centro de serviços para a agricultura. A estrada provincial n.º 850 (Hrubieszów − Tomaszów Lubelski) passa pela cidade.
Tyszowce está localizada na histórica Terra de Bełz. A cidade real, fundada em 1419, estava localizada na voivodia de Bełz no século XVI.
Estende-se por uma área de 18,5 km², com 1 983 habitantes, segundo o censo de 31 de dezembro de 2021, com uma densidade populacional de 107,2 hab./km².
Tyszowce é a sede da paróquia católica de São Leonardo.

## Localização
Segundo dados de 31 de dezembro de 2021, a área da cidade era de 18,5 km².

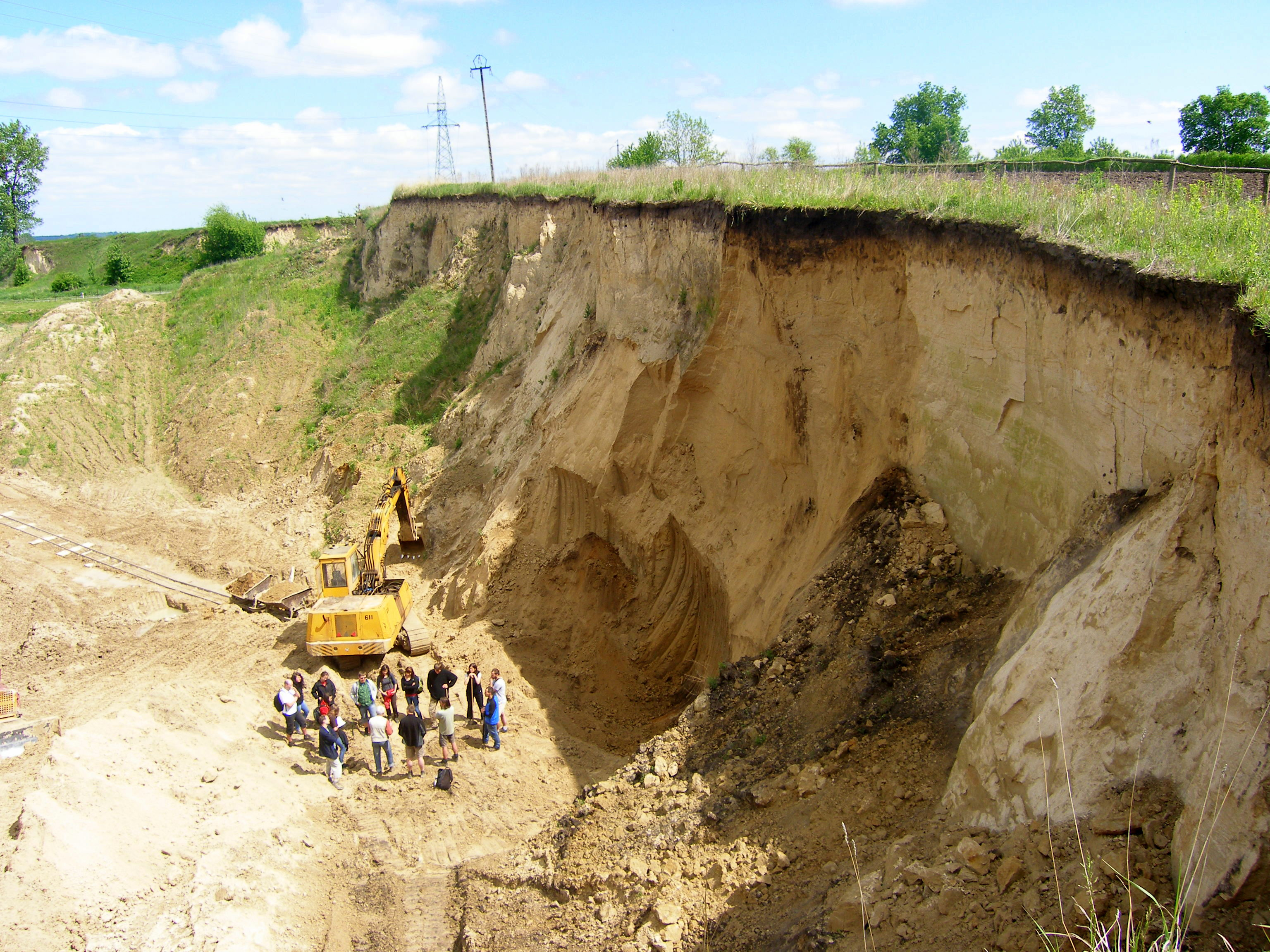
Escavação de loesse em Tyszowce

Nos anos 1975–1998, a cidade pertenceu administrativamente à voivodia de Zamość. Conforme as divisões geográficas e físicas, Tyszowce está localizada na parte sul do vale de Hrubieszów, na junção com Grzęda Sokalska. Ambas as mesorregiões constituem a borda ocidental do planalto de Volyn.

## Perfil geológico único
A escavação da olaria localizada na parte sul de Tyszowce (ao lado da estrada para Łaszczów) é considerada uma valiosa instalação de pesquisa de importância supra-regional e até global. Os paredões verticais são feitos de loesse e objeto de pesquisa paleogeográfica. Com base nisso, são realizadas pesquisas sobre a reconstrução das condições climáticas e ambientais dos últimos 130 000 anos.

## Demografia
Conforme os dados do Escritório Central de Estatística da Polônia (GUS) de 31 de dezembro de 2022, Tyszowce é uma cidade muito pequena com uma população de 1 852 habitantes (43.º lugar na voivodia de Lublin e 880.º na Polônia), tem uma área de 18,5 km² (21.º lugar na voivodia de Lublin e 330.º lugar na Polônia) e uma densidade populacional de 100 hab./km² (50.º; penúltimo lugar na voivodia de Lublin e 938.º lugar na Polônia). Nos anos 2002–2021, o número de habitantes diminuiu 16,2%.
Os habitantes de Tyszowce constituem cerca de 2,29% da população do condado de Tomaszów, constituindo 0,09% da população da voivodia de Lublin.
| Descrição                         | Total      | Total    | Mulheres   | Mulheres | Homens     | Homens   |
| --------------------------------- | ---------- | -------- | ---------- | -------- | ---------- | -------- |
| unidade                           | habitantes | %        | habitantes | %        | habitantes | %        |
| população                         | 1 852      | 100      | 922        | 49,8     | 930        | 50,2     |
| superfície                        | 18,5 km²   | 18,5 km² | 18,5 km²   | 18,5 km² | 18,5 km²   | 18,5 km² |
| densidade populacional (hab./km²) | 100        | 100      | 49,8       | 49,8     | 50,2       | 50,2     |

## História

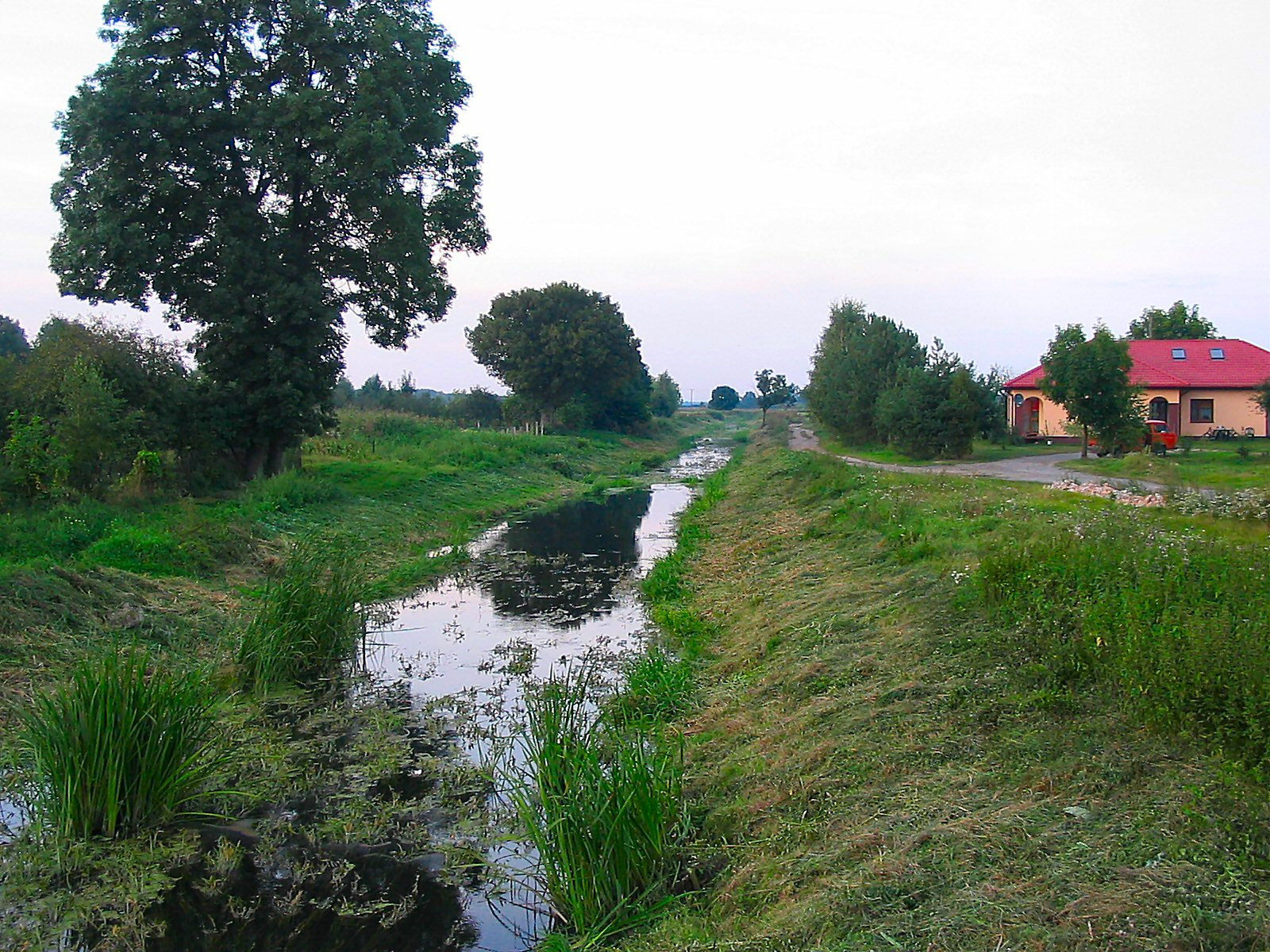
Rio Huczwa em Tyszowce

As origens de Tyszowce não são exatamente conhecidas, mas deve-se supor que sejam tão antigas quanto as fortalezas da Terra Vermelha. As condições naturais que prevaleceram nestas áreas no passado foram propícias à criação da cidade. A proximidade de um vasto lago, a localização nos braços do rio Huczwa e os prados pantanosos ao redor forneciam um escudo sólido contra os exércitos hostis que frequentemente devastavam os territórios da Polônia dos Piastas naquele período. A única lembrança que sobreviveu daqueles tempos é agora um castelo, ou seja, uma colina na parte norte da cidade, na qual, segundo os registros, ficava uma torre de vigia. O talude de terra visível neste local é o único vestígio que resta dele.
Tyszowce foi por muitos anos a capital da sapataria polonesa. Antigamente, aqui eram costurados sapatos de couro “tyszowiaki”, que chegavam acima dos joelhos. Esses sapatos eram universais, porque cada um cabia nas duas pernas: então não havia necessidade de se perguntar qual era o direito e qual era o esquerdo. Além disso, eram extremamente sólidos e serviram ao proprietário por muito tempo. Em 1410, Ladislau II Jagelão ordenou “tyszowiaki” para seus soldados que lutavam contra os Cavaleiros Teutônicos em Grunwald.
Após a destruição do castelo de Czerwień pelo exército tártaro, a importância da pequena cidade às margens do rio Huczwa começou a aumentar. Já no século XV, Tyszowce tinha o estatuto de cidade principesca. A Lei de Magdeburgo foi concedida a Tyszowce pelo duque Siemovit IV e confirmada por Ladislau I, duque de Bełsk, em 1453. Com a incorporação do ducado à Coroa do Reino da Polônia em 1462, Tyszowce tornou-se uma cidade real, que, além da cidade, também incluía quatro vilarejos: Klątwy, Perespa, Przewale e Mikulin.
Em 1500, a cidade foi quase completamente destruída por uma invasão tártara. Como resultado, ela foi isenta de impostos por 10 anos em 1502. Alguns anos depois, Tyszowce sofreu outra invasão tártara, que não trouxe menos devastação do que a anterior. Portanto, em 1518, o rei Sigismundo, o Velho, decidiu novamente isentar os residentes de Tyszowce de impostos por 8 anos.
A crescente importância de Tyszowce significava que a cidade precisava ter uma instalação representativa onde os governantes pudessem se hospedar. Provavelmente por esse motivo, o castelo de um starosta foi construído em Tyszowce no século XVI, mencionado em uma verificação de 1564 e em uma menção de 1611. Muito provavelmente, como toda a cidade naquela época, era uma estrutura de madeira. Estava situada em um local separado da cidade, o local mais exposto, onde agora estão localizadas lojas e a casa de um professor. A descrição de 1564 também contém informações interessantes sobre a existência de muralhas de terra ao redor da cidade, reforçadas por uma cerca de madeira, com três portões: Lubelska, Sokalska e Lwowska. As fortificações foram parcialmente destruídas durante as guerras em meados do século XVII; edifícios residenciais e uma igreja ortodoxa foram erguidos na parte restante das muralhas em uma data posterior.
Além da população polonesa e rutena, os judeus também eram um grande grupo em Tyszowce. A principal ocupação dos judeus de Tyszowce era o comércio e o artesanato, com agricultura ocasional. Embora houvesse apenas 21 famílias judias na cidade em 1538, depois que o rei Sigismundo II Augusto lhes concedeu amplos privilégios em 1567, seu número aumentou rapidamente. De acordo com dados de 1571, a cidade inteira, juntamente com os subúrbios de Zamłyn e Dębina, consistia em 218 casas, 31 das quais eram judias. Naquela época, havia também uma sinagoga na cidade. Supostamente, havia também um cemitério judeu próximo a ela, que foi substituído por um novo na virada do século XX. Ele esteve em uso até 1942, quando foi destruído pelos alemães. Foi somente em 1988, por iniciativa de Dawid Laks e Abraham Borg e dos habitantes de Tyszowce, que o cemitério foi restaurado.
A segunda metade do século XVI trouxe um rápido desenvolvimento da cidade. Além da população em rápido crescimento, houve também um rápido desenvolvimento do artesanato. Em 1563, foi mencionada a existência de uma guilda de sapateiros na cidade, em 1578 foi criada uma guilda de peleiros e, a partir de 1610, foram registradas guildas de ferreiros e tecelões. A vistoria de 1578 menciona um total de 53 artesãos na vila, realizando um total de 18 tipos diferentes de ofícios. Claro, o papel principal foi desempenhado pela guilda dos sapateiros, a mais numerosa e a mais famosa, tornando os sapatos famosos em todo o país. A primeira metade do século XVII trouxe a regressão econômica da cidade, resultante de repetidas invasões e incêndios tártaros. A invasão das tropas de Chmielnicki também deixou muitos danos, durante os quais a lagoa da cidade foi cavada e a água escoada dela. A igreja paroquial também foi saqueada e queimada. O ano de 1649 trouxe mais destruição a Tyszowce, causada durante a marcha do exército real pela cidade para socorrer Zbarazh. Em meados da década de 1650, houve sucessivas marchas de tropas, primeiro cossacas e depois russas, e a subsequente destruição da cidade.
Um lugar permanente na história e na fama de Tyszowce foi trazido pela confederação estabelecida aqui em 29 de dezembro de 1655 contra o rei sueco Carlos X Gustavo, mais tarde chamada de Confederação de Tyszowce. Ela estabeleceu o objetivo de lutar contra os suecos e devolver o exército ao legítimo monarca, João II Casimiro Vasa. O ato da confederação também exigia armas de pessoas de classe inferior ao da nobreza. Seus iniciadores foram os Hetmans da Coroa Stanisław Potocki e Stanisław Lanckoroński. O ato da confederação também foi assinado por senadores, militares, coronéis e nobreza local. Os invasores, incapazes de lidar com a captura da cidade, deram aos habitantes de Tyszowce 12 enormes velas, recheadas com pólvora. Os habitantes foram avisados da emboscada dos suecos e não acenderam essas velas, graças às quais a cidade evitou uma destruição em massa. Em homenagem a este evento, as velas são derramadas pelos habitantes de Tyszowce e guardadas na igreja paroquial. Elas são exibidas nos feriados mais importantes da igreja e do Estado e usadas na procissão de Corpus Christi.
Com base em uma permissão real de 1767, o camareiro da coroa Kazimierz Poniatowski transferiu seus direitos ao starosta de Tyszowce, Jan Mier. Em 1768, ele a trocou com o governo da República da Polônia por uma propriedade na voivodia de Kiev, tornando-se o proprietário da cidade. Desde então, Tyszowce tornou-se uma cidade privada e, como tal, em 1772, foi anexada pela Áustria. Naquela época, mais de 200 famílias cristãs e 80 judias viviam na cidade. A população era de cerca de 1 800. Em 1787, Tyszowce e as aldeias adjacentes de Przewale, Mikulin e Klątwy foram compradas por Franciszek Głogowski.

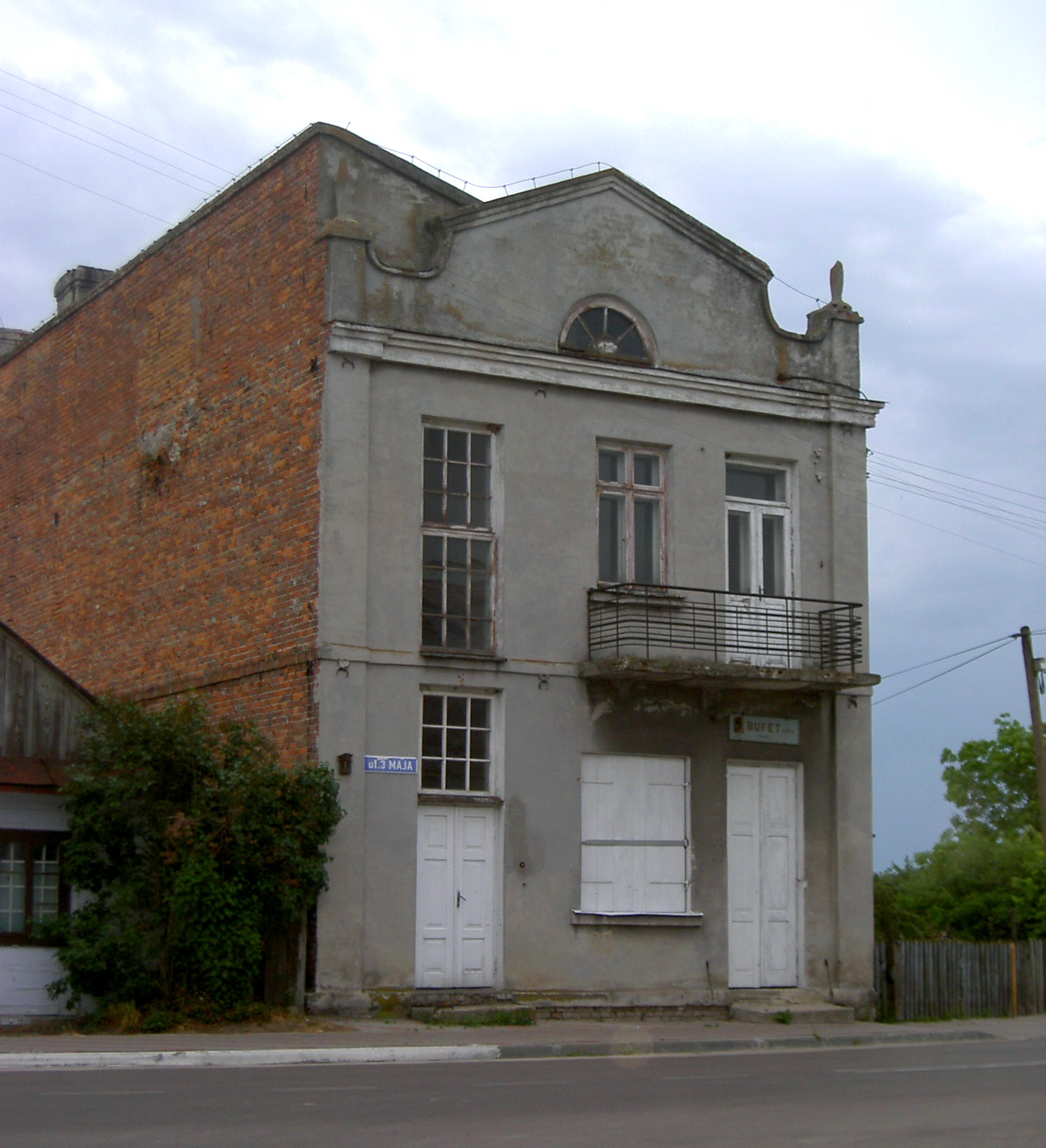
Edifício residencial no centro de Tyszowiec

O ano de 1803 trouxe um incêndio à cidade, durante o qual, entre outras coisas, a igreja foi queimada. Dez anos depois, as tropas cossacas saquearam e destruíram a cidade na maioria. Em 1815, como resultado de uma loteria do governo, Tyszowce passou para as mãos de Anton Frankl. Mais tarde, a cidade, por um curto período, ficou em poder do conde Parys e, depois, do conde Joseph Schwartz-Speek. Desde 1818, Tyszowce estava nas mãos dos Głogowskis. Foi nesse ano que Jan Nepomucen Głogowski adquiriu os direitos da cidade, então habitada por quase 2 000 pessoas. Em 1835, Tyszowce foi comprada por seu filho Alojzy Gonzaga Głogowski, que em 1846 a arrendou para Józef Dobrzelewski por 12 anos. A população da cidade começou a crescer rapidamente, chegando a 2 922 habitantes em 1847. Naquela época, a maioria da população era composta por rutenos uniatas − 1 048 pessoas, judeus − 1 134 pessoas, e os católicos eram uma minoria de 740 pessoas. Em 1858, após a morte de Aloysius Glogowski, a cidade passou a ser propriedade de sua esposa Anastasia. Durante seu mandato, em 1869, Tyszowce foi privada de seus direitos municipais pelas autoridades czaristas, tornando-se um assentamento com a sede do município. Em 18 de maio de 1863, Tyszowce foi ocupada por um grupo de insurgentes do major Jan Żalplachta Zapałowicz. A população local recebeu os insurgentes com entusiasmo, e muitos se alistaram no grupo de Zapałowicz. À tarde, nos prados próximos a Tyszowce, houve uma batalha entre as forças insurgentes e uma coluna militar russa que vinha da direção de Tomaszów Lubelski. Os insurgentes repeliram as forças inimigas e depois se retiraram para as florestas vizinhas. Em 1877, a propriedade de Tyszowce, que consistia no assentamento de Tyszowce e nas aldeias de Klątwy, Mikulin, Podbór e Przewale, foi comprada por 160 000 rublos pelo filho de Alojzy, Józef Głogowski. Em 1906, toda a propriedade foi herdada e dividida entre seus filhos, Tadeusz e Józef. Entre 1890 e 1893, foi construída uma nova igreja ortodoxa em Tyszowce, que foi demolida em 1958. Em 1907, outro incêndio, um dos muitos na história de Tyszowce, consumiu quase todo o assentamento. Nessa época, foi registrada a maior população conhecida, com 7 620 pessoas em 1910. A Primeira Guerra Mundial também trouxe sérias perdas para Tyszowce, durante as quais a igreja sofreu muito.
No período entreguerras, o assentamento começou a se recuperar após a devastação da guerra. Muitos edifícios foram reconstruídos, um cinema e um moinho a vapor foram construídos e uma escola de sete séries também foi financiada com fundos públicos. O censo de 1921 mostrou que o povoado tinha na época 4 420 habitantes, dos quais mais de 55% (2 451 pessoas) eram judeus. Além deles, 1 592 poloneses e 177 ucranianos viviam em Tyszowce. Na noite de 27/28 de agosto e 2 de setembro de 1920, ocorreram pogroms antijudaicos na cidade. Quinze judeus foram assassinados e 75 ficaram feridos. Dezenas de mulheres foram estupradas. Esses atos foram realizados pelos “bałakhitas” (tropas russas e bielorrussas lutando do lado polonês, comandadas pelo general polonês Bułak-Bałachowicz). Em 1939, por ordem do Ministro da Justiça, um campo de trabalho penal foi estabelecido em Tyszowce para 600 prisioneiros que trabalhavam em obras no rio Huczwa.
A Segunda Guerra Mundial trouxe muita destruição em Tyszowce, muitos edifícios foram incendiados durante a guerra, o assentamento foi destruído em 60%. Em abril de 1942, ocorreu uma execução em massa. A SS, a Gestapo e a polícia alemã atiraram em cerca de 1 000 habitantes judeus do assentamento. Durante a ocupação nazista, um pelotão do Exército da Pátria foi formado no assentamento, que fazia parte da 21.ª companhia do Condado de Tomaszów do Exército da Pátria. Em 1944, Tyszowce foi nacionalizada. No mesmo ano, foi inaugurado aqui o primeiro ginásio da região de Lublin. Em 1956, um incêndio destruiu uma parte de Tyszowce, onde viviam apenas 950 pessoas na época.
Em 1997, um mosteiro camaldulense dedicado à Transfiguração de Nosso Senhor, fundado pelas freiras de Złoczew, foi fundado em Tyszowce.
A partir de 1 de janeiro de 2000, Tyszowce tornou-se novamente uma cidade.

## Monumentos históricos
Segundo o registro de monumentos do Instituto do Patrimônio Nacional, os seguintes objetos estão incluídos na lista de monumentos:
- Complexo da igreja paroquial, segunda metade do século XIX:
  - Igreja de Santo Leonardo e da Santíssima Trindade, 1865–1870[4]
  - Campanário, 1907
  - Capela
  - Cemitério da igreja
- Cemitério católico, início do século XIX

## Atrações turísticas
- Igreja paroquial de São Leonardo de 1865–1869
- Casas de artesãos da segunda metade do século XIX
- Velas de 5 metros de comprimento e 45 kg de peso
- Monumento em homenagem à Confederação de Tyszowce

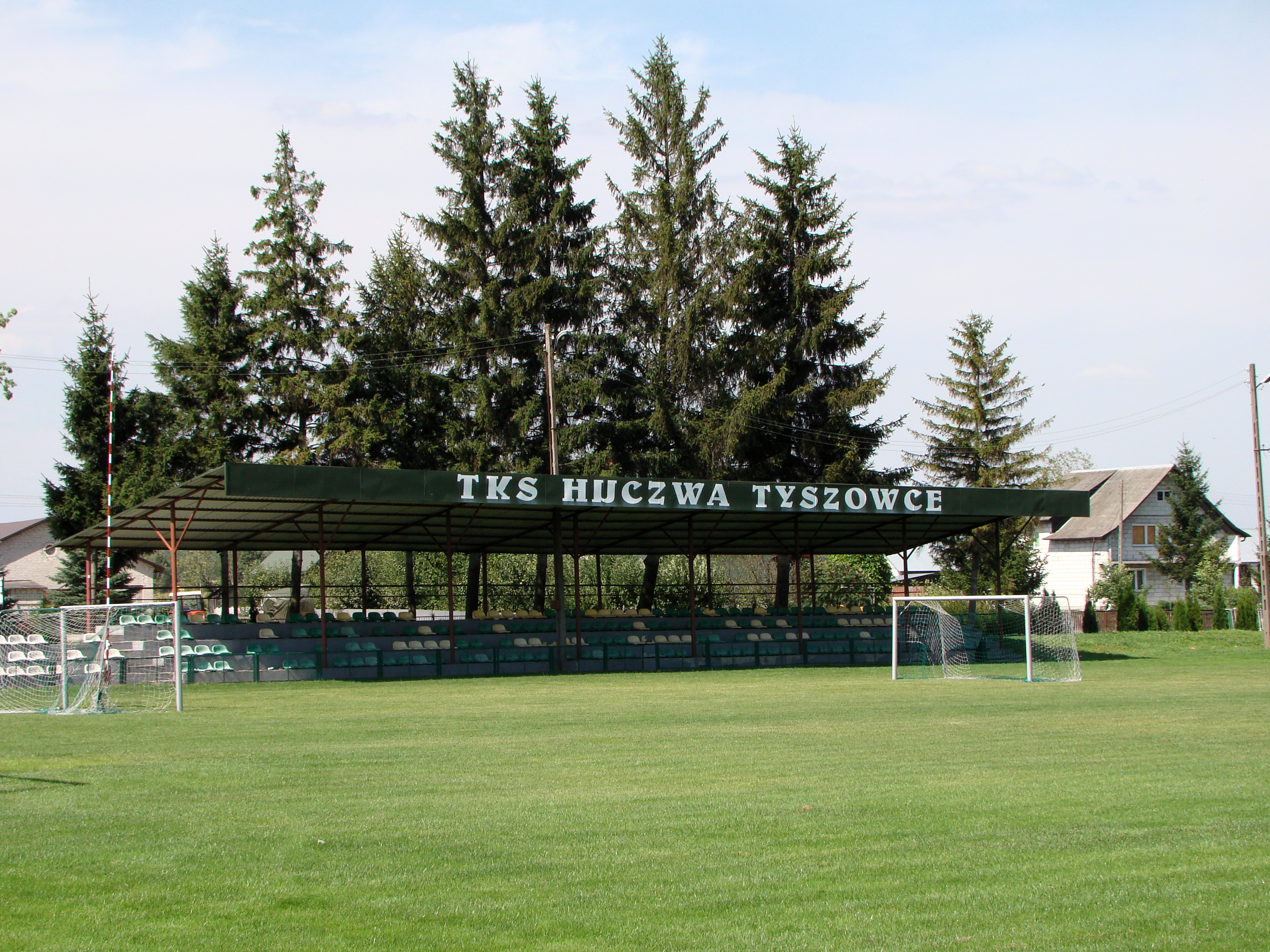
Estádio do TKS Huczwa Tyszowce

- Velho cemitério judeu em Tyszowce
- Novo cemitério judeu em Tyszowce

## Esportes

### TKS Huczwa Tyszowce
O Tyszowiecki Klub Sportowy Huczwa Tyszowce é um clube de futebol amador fundado em 1948. Atualmente, a equipe sênior joga na Classe distrital (grupo Zamość). O “Huczwa” joga partidas no Estádio Municipal de Esportes Stanisława Gomoły em Tyszowce, com capacidade para 900 espectadores, localizado na rua Partyzantów.
O período decisivo na história do “Huczwa” foi a temporada 2009/2010, em que a equipe alcançou o seu maior sucesso até ao momento quando conquistaram a promoção à quarta liga, grupo de Lublin.